# Aiguille de la Grande Traversière
Ne pas confondre avec le pic de la Traversière
L'aiguille de la Grande Traversière est un sommet des Alpes italiennes culminant à 3 496 mètres d'altitude en Vallée d'Aoste, dans le massif des Alpes grées.
Elle se trouve sur la ligne de crête séparant le val de Rhêmes du Valgrisenche.